# 陽あたり良好!

『陽あたり良好!』（ひあたりりょうこう）は、あだち充による日本の漫画作品、およびそれを原作としたテレビドラマ、アニメ作品。

## 概要
『週刊少女コミック』（小学館、1980年2号～22号、24号～1981年15号）にて、掲載された少女漫画。連載終了後、実写ドラマとアニメでそれぞれ映像化された。原作漫画のストーリーは登場人物達が野球部で甲子園を目指す第1部と、それ以降の日常が描かれる第2部に分けられる。連載終了後、その後のひだまり荘について（読者からの質問が多かったためとされている）あだち充本人が調査人として出演した番外編が描かれ（『週刊少女コミック』1982年10号に掲載。相戸が留守番をするひだまり荘をあだちが訪れ、かすみ、勇作ら他の住人5人が帰宅したところでページ切れとなる）、小説版（かすみが原作漫画のラストの勇作の告白を受け入れるという内容）に収録された。

## 登場人物

### 下宿「ひだまり」
岸本 かすみ（きしもと かすみ）
主人公。叔母の管理する下宿「ひだまり」に居候し、県立明条高校に通い、入学後最初の試験で満点を取るなど成績も良く、コミック･ドラマではテニス部、アニメでは陸上部に所属。おばの千草の甥にあたる村木克彦と長年付き合っているが、ひょんなことから下宿の風呂場で鉢合わせして以来、最初は反発するも、次第に勇作の存在が気になり始める。
高杉 勇作（たかすぎ ゆうさく）
下宿「ひだまり」3号室の住人。岸本かすみのクラスメートで、応援団に所属。一生懸命な人間を応援するのが好きな根っからの応援団気質。小柄だが空手が得意で、かすみ同様試験でも満点を取る。野球部にセンターのレギュラー・赤松の練習試合での怪我で助っ人で参加したときは、野球の初心者ながら飲み込みが早く、俊足と強肩で1番打者として活躍した。原作では助っ人部員であり、地区予選終了後は応援団に戻っている。アニメではその後、終盤になって野球部に入部することになる。
有山 高志（ありやま たかし）
下宿「ひだまり」2号室の住人。体が大きく陽気で人当たりがよい男で、明条高校サッカー部のゴールキーパーを務める。関圭子に片思い。巨漢だが運動神経が良く、俊敏で強肩なところを買われ、勇作に引き抜かれて、一時野球部の助っ人捕手を務める。原作、アニメでは、圭子を巡って美樹本と殴り合いのケンカをしている（解決はせずにフェードアウトして完結）。
美樹本 伸（みきもと しん）
下宿「ひだまり」4号室の住人。長髪で眼鏡をかけた二枚目だが、かなりのスケベで趣味は天体望遠鏡を使ったのぞき。運動神経抜群で、あらゆるスポーツを難なくこなす。関圭子に片思いしており、圭子を追ってテニス部に入部するも、圭子の気を引くために彼女の兄・真人がキャプテンの野球部に自ら助っ人として参加し、4番・三塁手として活躍する。その後はテニス部に戻って圭子とダブルスを組んでいる。原作のスキー旅行のエピソードでは出発前夜、覗きをしていたが、相手の顔を見ようとした瞬間、入浴中の老婆を覗いていた事に気づき、ショックもあってか、木から落下、脚を捻挫している。
相戸 誠（あいと まこと）
下宿「ひだまり」1号室の住人。明条高校でかすみたちと同学年だが、牛乳瓶の底のような眼鏡をかけ、普段はどこで何をしているのかわからない謎の少年。同級生のかすみや勇作たちとも丁寧語で話す。一行がスキーに行くエピソードの際には、初心者の圭子にスキーを教えている。原作ではストーリーにあまり関与しない謎の存在だったが、ドラマ版では医学部を目指す秀才としてオリジナルエピソードが存在した。
退助（たいすけ）
高杉勇作が路上で“手持ちの全財産”（100円）をはたいて買ったネコ。名前の由来は旧百円札の図柄から。何故か、アニメでは、夏休み後のストーリーから最終回までの間、ほとんど登場する回はなかった。
水沢 千草（みずさわ ちぐさ）
岸本かすみの叔母。かすみの母の末の妹。夫に先立たれ、自宅を男子学生専用の下宿にする。
村木 克彦（むらき かつひこ）
かすみの幼馴染でもあり恋人。千草の甥だが、亡夫の兄の息子であるため、かすみとの血縁は無い。親の仕事の関係でアメリカ暮らしの大学生で、容姿端麗、成績優秀、運動神経も良い好青年。夏休みにかすみへのプロポーズのために一時帰国するが、かすみの心の中で勇作の存在が大きくなっていることに気づき、プロポーズを封印して勇作に堂々とかすみを賭けた恋愛勝負を持ちかけるなど、大人の対応を見せる（最終回でプロポーズすると明言）。アニメでは、甲子園地区予選決勝戦に合わせたように帰国、中盤からは野球部の監督に就任する。

### 明条高校

#### 関係者
関 圭子（せき けいこ）
明条高校野球部キャプテン・真人の妹。かすみや勇作と同じクラスで友人になる。控えめな性格で、伸や高志から好意を持たれるが、本人は勇作に想いを寄せている。かすみと同じテニス部所属。
関 真人（せき まさと）
圭子の兄。弱小明条高校にいながら、甲子園を目指すエース兼キャプテン。
坂本（さかもと）
元明条高校応援団長。自宅は喫茶店を経営していて、亡くなった両親に代わり、姉が店主を務め、自身も休日には店を手伝っている。ケンカが強く、他校の番長グループから何通も果し状などが届くほどの人物だが、両親代わりに自身を育ててくれ、結婚を控えていた姉の幸せと「俺が、卒業するまでケンカしない保証などない、エースの関には最後の夏、勝っても負けても悔いのないよう、戦って欲しい」と前年、自身の暴力事件が原因で、直接は無関係にもかかわらず、甲子園地区予選不参加を余儀なくされた野球部への罪滅ぼしのため、退学、店を継ぐ。アニメでは、退学後のストーリーには登場する事はほとんどなかったが、終盤、野球部復帰を躊躇う高杉や、最終回目前、転校し、実家へ戻る事に迷っているかすみにアドバイスをしている。

#### 野球部
武居（たけい）声 - 菅原淳一
関に続く新キャプテン。2年目以降の放送があった場合、もっと出番があったと思われる。
山松（やままつ）声 - 西尾巧
関と同学年のセンター（背番号4番）。かつて、野球の練習試合の終わりに、彼はボールをキャッチした後、左腕の骨を壊してしまったため、彼が復帰するまでの数か月間、高杉が中堅手として野球部に入った。
服部（はっとり）声 - 松尾貴司
斉藤（さいとう）声 - 西尾巧
清水（しみず）声 - 久保田雅人
立花（たちばな）声 - 西尾巧
辻本（つじもと）声 - 北島淳司
監督（かんとく）声　-北村弘一
明条野球部の監督で名前は不明。廃部の危機を迎えた野球部を何とか存続させようと、活動していた。

#### 応援団
モミアゲ
明条高校応援団の主な先輩。帽子をかぶっている。
イガグリ
明条高校応援団の先輩一人。メガネをかけている。
リーゼント
明条高校応援団の先輩一人。
応援団はアニメ、原作では名前は最後まで出なかったが、坂本の退学後、野球部の助っ人を一旦終えた高杉と応援団を引っ張って行くが、坂本同様、初登場時は威圧感のある人物に描かれていたが、ストーリーが進むにつれ、「連中、コミックバンドか？」と美樹本らに言われるぐらい徐々にキャラが軟化して行く。

## テレビドラマ
1982年3月21日より9月19日まで、日本テレビ系列で毎週日曜日20:00 - 20:54に全19話が放送された。東宝制作。
原作とアニメでは舞台となる高校は「県立明条高等学校」だが、テレビドラマでは「明条大学附属明条高校」である。

### キャスト

#### ひだまり荘
高杉 勇作
演 - 竹本孝之
長崎県出身。「一生懸命な人を応援する」という性格を持つ。明条大学附属明条高校入学にあわせて「ひだまり荘」に下宿する。父は長崎県在住。長兄は東京の新聞社勤務、長兄の妻は明条高校の非常勤音楽教諭という家族構成。学業、部活動、スポーツなどあらゆる分野で大活躍を見せる主人公。ドラマでは、野球部に助っ人入部した際のポジションはサード。
岸本 かすみ
演 - 伊藤さやか
長野県出身。東京都田園調布駅周辺に在る叔母の家の下宿「ひだまり荘」に住み込み手伝いをしながら明条高校に入学、通学することになる。音楽はオフコースを好む。最愛の克彦は米国留学中であり文通で互いの気持ちを確かめ合っている。
美樹本 伸
演 - 田中浩二
茅ヶ崎市生まれの湘南ボーイ。南米大使館職員の父を持ち、容姿も良くスポーツ万能だが、ポルノ映画や窃視が趣味の軟派男。野球部でのポジションはファースト。
有山 高志
演 - 水嶋聡
実家は農家でサッカー留学で高校入学した。部屋にはスナック類が常にある大食漢。
相戸 誠
演 - 松田辰也
実家は長野県の相戸病院（産婦人科）。哲学書を読んでいたり、PCの前身というべきマイコン（HAL-900と名付けている）を駆使して色々と勇作たちの相談を引き受けるブレイン的存在ではあるが、それによって混乱を招くことも多い。成績優秀キャラクターのようだが、学内1位の成績を収めて彼自身は非常に驚く。
水沢 千草
演 - 木内みどり
夫を亡くした後に下宿「ひだまり荘」を経営する岸本かすみの叔母。喜怒哀楽を素直に表現す人物で、「ちぐささん」「おばさん」と呼ばれる。ただし、本人は「おばさん」と呼ばれることに抵抗感と怒りの表情を見せることもある。昭和24年5月2日生、第6話で誕生日を迎え33歳。

#### 明条大学附属明条高校
関 圭子
演 - 本間夕子
主人公達の同級生。岸本かすみとともにテニス部入部。第1話から高杉勇作に好意を寄せる。家族は野球部キャプテンの兄と喫茶店を営む両親。
関 真人
演 - 林田昭彦
圭子の兄。野球部のキャプテンでエース。
坂本 まさお
演 - 村田雄浩
高杉勇作が所属する応援団の団長。一見粗暴だが、内面は公明正大な人物。姉（演 - 萩尾みどり）の経営する居酒屋の手伝いをしている。
高杉 正子
演 - かたせ梨乃
勇作の義姉で明条高校非常勤音楽教諭。
- 明条高校校長 - 小林亜星
- 雨宮（明条高校教諭） - 森川正太
- 青木 恩（めぐみ） - 小林聡美
- 松井 久子 - えりこ
- 河辺 ルミ - 渡部まさみ
- みどり - 武田久美子
- 野球部監督 - 今福将雄
- 高橋（野球部コーチ）- 森大河
- 応援団員 - 井口好一、岡竜也、工藤洋

#### その他
村木 克彦
演 - 北詰友樹
UCLA獣医学部の学生で卒業後に北海道で獣医師になる。岸本かすみが愛してやまない王子様。
中村 とおる
演 - 岸部一徳
漫画家。千草の夫の後輩であり、夫亡き千草を慕う。ひだまり荘の騒動には自ら巻き込まれるような言動を取ることが多い。千草曰く、GSの話題中に中村を見ると「誰かに似ている」らしい。昭和25年1月9日生、32歳。
関 正太郎（関兄妹の父親）
演 - 柳生博
喫茶ドンガバチョを経営。
関 良子
演 - 結城美栄子
正太郎の妻。水沢千草とも仲がよい。
高杉 新作
演 - 小倉一郎
勇作の兄で新聞記者。勇作に対しては厳格に振る舞っているが、妻の正子の前では頭が上がらない。夫婦は高校にも、ひだまり荘にも近い場所に居住する。
高杉 修作
演 - 神山繁
勇作の父で大学教授。長崎県在住。研究室の助手の女性（演 - 柳川慶子）と再婚予定。
- 婦警 - 早坂あきよ
- 有山の母 - 石井富子

### スタッフ
- 企画 - 吉川斌（日本テレビ）、山本悦夫（東宝）
- 脚本 - 金子裕、塩田千種、柏原寛司、今井紹司、奥村俊雄、原節夫、河井莞爾
- 監督 - 木下亮、鈴木一平、萩原鐡太郎
- プロデューサー - 堀越徹（日本テレビ）、武田和（東宝）
- 原作 - あだち充（小学館「週刊少女コミック」より）
- 企画協力 - キティ・フィルム
- 音楽 - 小林亜星、武市昌久
- 主題歌・挿入歌
  - オープニング - 竹本孝之「とっておきの君」（作詞：小椋佳、作曲：馬場孝幸、編曲：鷺巣詩郎）
  - 挿入歌 - 竹本孝之「二度とない時に」（作詞・作曲：小椋佳、編曲：鷺巣詩郎）
  - 挿入歌（第13話）- 竹本孝之「だから、青春」（作詞：伊達歩、作曲：馬場孝幸）
- 撮影 - 田島文雄、小泉健一郎
- 美術 - 斉藤嘉男
- 録音 - 大庭弘
- 編集 - 神島帰美
- 協力プロデューサー - 鳥海満
- ロケ協力 - 東京工芸大学、今井浜東急ホテル
- スタジオ - 東宝ビルト
- 整音・選曲 - Toho Eizo Sound Studio
- 効果 - 東洋音響、東宝効果集団
- 現像 - 東洋現像所
- 小道具 - 高津装飾美術
- 衣裳 - 京都衣裳
- 車両 - 関東照明ロケリース
- 制作 - 東宝株式会社

### 放送日程
| 話数   | 放送日        | サブタイトル               | 脚本     | 監督       | ゲスト                     |
| ------ | ------------- | -------------------------- | -------- | ---------- | -------------------------- |
| 第1話  | 1982年3月21日 | ひだまり荘の下宿人         | 金子裕   | 木下亮     | 吉田義男、水沢有美         |
| 第2話  | 1982年3月28日 | 心やさしき春一番           | 金子裕   | 木下亮     | 加藤和夫                   |
| 第3話  | 1982年4月11日 | 俺は恋の応援団             | 金子裕   | 鈴木一平   |                            |
| 第4話  | 1982年4月18日 | 気分はピタゴラス           | 塩田千種 | 鈴木一平   |                            |
| 第5話  | 1982年4月25日 | パニック・イン・ひだまり荘 | 柏原寛司 | 木下亮     | 蜷川有紀                   |
| 第6話  | 1982年5月02日 | おばさんと呼ばないで!      | 金子裕   | 木下亮     | 松本留美、梅津栄           |
| 第7話  | 1982年5月09日 | スローなネギにしてくれ     | 今井紹司 | 鈴木一平   | 橋爪淳、木の葉のこ         |
| 第8話  | 1982年5月23日 | 僕だって青春!              | 奥村俊雄 | 鈴木一平   |                            |
| 第9話  | 1982年6月06日 | さらば!団長                | 金子裕   | 萩原鐡太郎 | 萩尾みどり、加藤和夫       |
| 第10話 | 1982年6月20日 | 克彦さんが帰ってきた!      | 奥村俊雄 | 萩原鐡太郎 | 北詰友樹                   |
| 第11話 | 1982年6月27日 | ネコ・ババすとおりい       | 原節夫   | 鈴木一平   | 左幸子                     |
| 第12話 | 1982年7月04日 | 世話のやける大人たち       | 金子裕   | 鈴木一平   | 井上高志、だるま二郎       |
| 第13話 | 1982年7月25日 | 遠くはるかな甲子園         | 金子裕   | 木下亮     | 森大河、今福将雄、加藤和夫 |
| 第14話 | 1982年8月01日 | 甲子園よ永遠なれ           | 河井莞爾 | 木下亮     | 森大河、今福将雄、榎木兵衛 |
| 第15話 | 1982年8月08日 | 海と螢と私の夏             | 金子裕   | 鈴木一平   | 竹井みどり                 |
| 第16話 | 1982年8月22日 | 有山高志90キロ!!           | 奥村俊雄 | 鈴木一平   | 河上ゆかり、石井富子       |
| 第17話 | 1982年9月05日 | キッスは歯にして!          | 金子裕   | 木下亮     | 寺泉哲章、及川ヒロオ       |
| 第18話 | 1982年9月12日 | ためらいグラフィティ       | 金子裕   | 木下亮     | 清水昭博                   |
| 最終話 | 1982年9月19日 | あいつと私                 | 金子裕   | 鈴木一平   | 北詰友樹、神山繁、柳川慶子 |

### エピソード、その他
- 放送されていた日本テレビ系日曜20時台は、『青春とはなんだ』に始まる「青春シリーズ」の枠であり、日曜20時台における学園青春ドラマは「（1978年の『青春ド真中!』以来）4年ぶりに復活」とも紹介されている[2]。プロデューサーは「内容的にもこれまで手掛けた『青春シリーズ』の延長線にある作品で、“夢よもう一度”で決まった企画」であると話していたことがある[2]。
- 高杉勇作、岸本かすみと村木克彦の三者の関係がストーリーの軸の一つであるが、最終話において原作やアニメ版よりも三角関係の明確な答えを出している。
- 原作では語られることが少なかった相戸誠と水沢千草であったが、彼らがクローズアップされる話もある。
- 原作では「明条高校まで徒歩5分」ということ以外はわからない下宿であるが、ドラマ版では第1話から「ひだまり荘」と名付けられており、住所は「東京都大田区玉川田園調布」と表記されている。田園調布駅周辺を舞台にしたストーリーも進行した。
- 高杉勇作と美樹本伸の部屋は第2話から交代になる。その理由は美樹本伸の特殊な趣味のためである。
- 原作、アニメでは制服がある「県立明条高校」であるが、ドラマ版では私服の「明条大学附属明条高校」である。
- 岸本かすみ役は当初は違う女性アイドル（沢村美奈子）が起用されていて、それで製作発表、および第一話の撮影もされ始めていたが撮影中に所属のレインボー側スタッフが撮影スタッフとトラブルを起こして降板。急遽、伊藤さやかが抜擢された。伊藤の述懐によれば、出演依頼のあった翌日には彼女の撮影がもう始まったらしい。
- 主人公・勇作は、長崎出身（主演の竹本孝之の出身でもある）で兄・晋作（高杉晋作に引っ掛けた名前）がいるというものや、原作ではただ暗いだけで謎のキャラクターだった相戸誠が、こちらでは医学部を目指す秀才で皆の知恵袋として描かれているなどかなりドラマ独自の設定がなされている（このうち、勇作が九州に関係している設定はアニメにも引き継がれ、祖父が九州にいることが語られている）。
- 本作を以って日本テレビ日曜20時台のドラマ枠が廃枠となった為、本作は同枠最終作となった。
- 1980年代には全国でたびたび再放送が行われていたが、日本テレビ（関東地区）では、大韓航空機撃墜事件（1983年9月1日）、日本航空123便墜落事故（1985年8月12日）の日に、同じ回の再放送が予定されていた（前者は報道特番のため順延、後者は事故発生前だったため予定通りに放送された）。
- 坂本の名前は「まさお」（第9話本編より）、中村の名前は「とおる」（第12話本編より）、野球部監督は「さかい」（第13話本編より）であるが、漢字表記は不明。
- 2020年6月19日より毎週金曜12:00から2話連続で日テレプラスで再放送された[3]。
- 2025年現在、動画配信サイトの配信は今のところ予定はない。

### ソフト化情報
2006年2月22日に日本テレビ系で放映されたドラマ作品のソフト化を多数手掛けるVAPより全話収録のDVDボックスセットで初ソフト化された。
| 日本テレビ系列 日曜20時枠 【当番組までドラマ枠】 | 日本テレビ系列 日曜20時枠 【当番組までドラマ枠】     | 日本テレビ系列 日曜20時枠 【当番組までドラマ枠】  |
| 前番組                                           | 番組名                                               | 次番組                                            |
| ------------------------------------------------ | ---------------------------------------------------- | ------------------------------------------------- |
| 俺はご先祖さま （1981.12.6 - 1982.3.14）         | 陽あたり良好! （1982.3.21 - 1982.9.19） （ドラマ版） | 久米宏のTVスクランブル （1982.10.10 - 1985.3.31） |

## テレビアニメ
1987年にフジテレビと東宝が制作し、1987年3月29日から1988年3月20日まで、日曜夜7時から30分枠で放映。全48話。

### エピソード
同作者の漫画『タッチ』の後番組として放映され、制作スタッフもそのままで、声優陣も浅倉南役の日髙のり子以外の主要なレギュラーはそのまま移行してきている（当初は日髙のり子も出演する予定だったのか、当時の雑誌にはかすみ役として表記されているものもある。また難波圭一もレギュラー陣には入っていないが、坂本と喧嘩した人物・児玉役でゲスト出演している）。アニメ独自要素としては、原作よりストーリーに野球色が強くなっている。
アニメ版では学校名の読みが「めいじょう」に変更されている（最初の数話には「めいじょう」と「みょうじょう」が混在していたがすぐに統一された）。ほか、岸本かすみは陸上部員で走り高跳びの選手ということになった（野球部マネージャーへのスカウトは1度断り、その後の新人対抗戦で負傷したため、陸上部を休む間・夏までという約束でマネージャーに就任している）。また村木克彦が野球部の監督に就任するなど、原作以上にストーリーに深く絡んでいる。
最終的にかすみは勇作を選ぶも、かすみの転校で幕を降ろす事となる。
放送終了後、アニメージュ記事のインタビューで、監督のときたひろこは「私達スタッフが出した結論は「かすみの転校」だった」と述懐していた。

### 声の出演
詳細は「#登場人物」を参照。
- 岸本かすみ - 森尾由美
- 高杉勇作 - 三ツ矢雄二
- 有山高志- 林家こぶ平
- 美樹本伸 - 塩沢兼人
- 村木克彦 - 井上和彦
- 中岡誠 - 難波克弘
- 水沢千草 - 小宮和枝
- 関圭子 - 鶴ひろみ
- 関（キャプテン） - 鈴置洋孝
- 坂本（団長） - 田中秀幸
- 太田まりあ - 冨永みーな
- 太田新一郎・森末健次 - 千葉繁
- 退助（猫） - 千原江理子
- 応援団員（モミアゲ） - 中尾隆聖
- 応援団員（イガグリ） - 鈴木勝美
- 応援団員（リーゼント） - 関俊彦
- 榎本京子（かすみのハイジャンプ顧問の先生） - 島津冴子
- 高根沢（剛） - 小杉十郎太
- 監督 - 北村弘一
- 武居 - 菅原淳一
- 校長 - 稲葉実

### スタッフ
- 原作 - あだち充（小学館 フラワーコミックス刊）
- 企画 - 岡正 → 亀山千広（フジテレビ）、片岡義朗（旭通信社）
- シリーズ監督 - ときたひろこ
- 総作画監督 - 前田実
- シリーズ文芸構成 - 並木敏、長野洋
- 作画監督 - 江口摩吏介
- 美術監督 - 金村勝義
- 音響監督 - 藤山房延
- 編集 - 古川雅士、門井美樹 → 小野寺桂子
- 音楽 - 芹澤廣明
- 企画協力 - 宇佐見廉（オービー企画）
- プロデューサー - 亀山千広 → 石原隆、中尾嘉伸（フジテレビ）、藤原正道（東宝）、対木重次（グループ・タック）
- 総監督 - 杉井ギサブロー
- タイトルアニメーション - 杉井ギサブロー、前田実、ときたひろこ、江口摩吏介、池田はやと、木場田実
- 音響制作 - ザック・プロモーション
- 現像 - IMAGICA
- 効果 - 加藤昭二（アニメサウンドプロダクション）
- タイトル - 片山悟
- 制作協力 - スタジオぎゃろっぷ、シャフト、亜細亜堂、スタジオヴィクトリー、J.C.STAFF
- 音楽制作協力 - 東宝音楽出版
- 製作 - グループ・タック、旭通信社、東宝株式会社

### 主題歌

#### オープニング
「陽あたり良好!」（第1話 - 第17話）
歌 - 浅倉亜季
「帰って来た街角」（第18話 - 第37話）
歌 - 芹澤廣明
「悲しみはBEATに変えて 〜Rise and Shine〜」（第38話 - 第48話）
歌 - 尾崎亜美

#### エンディング
「舌打ちのマリア」（第1話 - 第17話）
歌 - 夢工場（現・The Blimp Club）
「ナイフの上の夏」（第18話 - 第37話）
歌 - 芹澤廣明
「世界中の羊数えさせないで」（第38話 - 第48話）
歌 - 尾崎亜美

### 各話リスト
| 話数   | 放送日         | サブタイトル                                 | 脚本     | コンテ     | 演出       | 作画監督   |
| ------ | -------------- | -------------------------------------------- | -------- | ---------- | ---------- | ---------- |
| 第1話  | 1987年 3月29日 | かすみと勇作・出会いはおフロで…!?            | 萩田寛子 |            | 水谷貴哉   | 渡辺はじめ |
| 第2話  | 4月5日         | 春一番! 応援団のボスは誰?                    | 清水東   | 坂田純一   | 河村佳江   |            |
| 第3話  | 4月12日        | 入学式大荒れ! でてきたぞ影の応援団!!         | 島田満   | 池田はやと | 井上修     | 福山映二   |
| 第4話  | 4月19日        | かすみがあぶない! 応援団長には秘密があるぞ   | 金春智子 |            | 高本宣弘   | 渡辺はじめ |
| 第5話  | 4月26日        | 団長の疑惑・謎の男児玉は一体何者だ           | 黒岩夕城 | 本郷みつる | 武田一也   |            |
| 第6話  | 5月3日         | 勇作・応援団に殴り込み!? 団長の謎は解けたゾ  | 小林政広 | 水谷貴哉   | 渡辺はじめ |            |
| 第7話  | 5月10日        | さあ野球部をたて直せ! 夕日に誓ったあいつの心 | 萩田寛子 | 坂田純一   | 河村佳江   |            |
| 第8話  | 5月17日        | かすみ傷だらけの新人戦 とどけ! 勇作の応援歌  | 清水東   | 池田はやと | 井上修     | 福山映二   |
| 第9話  | 5月24日        | 野球部がピンチだ!! 初めての練習試合          | 島田満   |            | 阿部司     | 渡辺はじめ |
| 第10話 | 5月31日        | エッ 勇作が野球部に!? キャプテン関の猛ノック | 金春智子 | 本郷みつる | 武田一也   |            |
| 第11話 | 6月7日         | 圭子の熱い想いは…二人だけのデート            | 萩田寛子 | 水谷貴哉   | 渡辺はじめ |            |
| 第12話 | 6月14日        | 大混乱! かすみと圭子の愛の背番号8            | 黒岩夕城 | 池田はやと | 岡迫亘弘   |            |
| 第13話 | 6月21日        | 奇跡!? 明条野球部・1回戦サヨナラ勝ち         | 島田満   | 坂田純一   | 河村佳江   |            |
| 第14話 | 6月28日        | どうした勇作?! 今はとにかく甲子園!           | 清水東   | 阿部司     | 渡辺はじめ |            |
| 第15話 | 7月5日         | ゴメンネ克彦さん! 今夜だけあいつと‥‥         | 黒岩夕城 | 池田はやと | 井上修     | 福山映二   |
| 第16話 | 7月12日        | 負けられない! かすみも燃える準決勝!          | 金春智子 |            | 本郷みつる | 武田一也   |
| 第17話 | 8月2日         | 今日を精一杯! 熱くなりそな決勝戦!            | 萩田寛子 | 水谷貴哉   | 渡辺はじめ |            |
| 第18話 | 8月9日         | 見ていて克彦さん! 思いっきり決勝戦!          | 島田満   | 池田はやと | 岡迫亘弘   |            |
| 第19話 | 8月16日        | どうしてなの? とまらない涙は誰のせい         | 清水東   | 坂田純一   | 河村佳江   |            |
| 第20話 | 8月30日        | キスさせて! 真夏の海は危険がいっぱい         | 金春智子 | 阿部司     | 渡辺はじめ |            |
| 第21話 | 9月6日         | 一人だけの午後 ゆれるハートも最高気温        | 萩田寛子 | 鈴木卓夫   | 井上修     | 坂田筆男   |
| 第22話 | 9月13日        | 正面衝突!? 気になる二人のライバル宣言        | 黒岩夕城 |            | 本郷みつる | 武田一也   |
| 第23話 | 9月20日        | いつ会える? 祈りをこめて最後の花火           | 島田満   | 水谷貴哉   | 渡辺はじめ |            |
| 第24話 | 9月27日        | 熱いエアメイル 今はハートを聞かないで        | 並木敏   | 池田はやと | 岡迫亘弘   |            |
| 第25話 | 10月4日        | 誤解しないで! ただの同居人なんだから         | 萩田寛子 | 坂田純一   | 河村佳江   |            |
| 第26話 | 10月11日       | デートさせたいの? 勇作は誰の応援団           | 清水東   | 阿部司     | 渡辺はじめ |            |
| 第27話 | 10月18日       | 心配無用! あいつが仕組んだ奇妙なデート       | 黒岩夕城 | 永丘昭典   | 井上修     | 獅子丸一平 |
| 第28話 | 10月25日       | ハートも暴風雨 今夜はあいつと二人きり        | 島田満   |            | 阿部司     | 渡辺はじめ |
| 第29話 | 11月1日        | えッ秋季大会に欠場? どうなるの野球部         | 中弘子   | 池田はやと | 岡迫亘弘   |            |
| 第30話 | 11月8日        | 野球部ピンチ! 黙って見てはいられない         | 萩田寛子 | 石井文子   | 武田一也   |            |
| 第31話 | 11月15日       | えっ!? あの人が? スーツで決めた新監督        | 金春智子 | 古川順康   | 坂田純一   | 河村佳江   |
| 第32話 | 11月22日       | おもしろそうね 監督克彦さんの初練習          | 清水東   |            | 阿部司     | 渡辺はじめ |
| 第33話 | 11月29日       | いよいよ秋季大会 新生野球部の実力は?         | 萩田寛子 | 池田はやと | 阿部司     | 渡辺はじめ |
| 第34話 | 12月6日        | 不満爆発? 野球ができない野球部なんて         | 中弘子   |            | 阿部司     | 渡辺はじめ |
| 第35話 | 12月13日       | すれ違い演劇祭・なんで勇作は知らん顔?        | 島田満   | 石井文子   | 武田一也   |            |
| 第36話 | 12月20日       | かすみちゃんゴメン・イキなサンタの贈り物     | 金春智子 | 坂田純一   | 小柴純弥   | 河村佳江   |
| 第37話 | 12月27日       | 期待が重い! クイズに出場 かすみと勇作        | 黒岩夕城 |            | 阿部司     | 渡辺はじめ |
| 第38話 | 1988年 1月10日 | 身も心も震える思い・寒風のガマン大会         | 萩田寛子 | 池田はやと | 井上修     | 坂田筆男   |
| 第39話 | 1月17日        | 本音が聞きたい! このままじゃ二人は…          | 中弘子   |            | 水谷貴哉   | 渡辺はじめ |
| 第40話 | 1月24日        | 気迫の勇作五人抜き! 弱体剣道部を救え         | 金春智子 | 石井文子   | 武田一也   |            |
| 第41話 | 1月31日        | 白熱ツアー・かすみをスキーにつれてって       | 黒岩夕城 | 安濃高志   | 小柴純弥   | 河村佳江   |
| 第42話 | 2月7日         | 遭難……!? 死ぬ前に好きだと言って!             | 萩田寛子 |            | 阿部司     | 渡辺はじめ |
| 第43話 | 2月14日        | どっちも好き! ゆれるハートが微妙なかすみ     | 島田満   | 井上修     | 坂田筆男   |            |
| 第44話 | 2月21日        | 燃えちゃった野球部・俺たちが秘密兵器!?       | 萩田寛子 | 水谷貴哉   | 渡辺はじめ |            |
| 第45話 | 2月28日        | 打つなら打ってみろ! 男の勝負 克彦対勇作      | 中弘子   | 池田はやと | 小熊公晴   | 江口摩吏介 |
| 第46話 | 3月6日         | 勇作が野球部へ!? 今度はかすみが応援団        | 金春智子 | 池田はやと | 小柴純弥   | 河村佳江   |
| 第47話 | 3月13日        | かすみが転校!? このまま離れてもいいの?       | 島田満   |            | 阿部司     | 渡辺はじめ |
| 第48話 | 3月20日        | さよなら想い出・笑顔に涙は似合わない         | 萩田寛子 | 池田はやと | 小熊公晴   | 江口摩吏介 |

### 放送局
※放送系列は放送当時、放送日時は1988年2月中旬 - 3月上旬時点のものとする。
| 放送地域       | 放送局         | 放送日時                                                                        | 放送系列                                     | 備考                                                  |
| -------------- | -------------- | ------------------------------------------------------------------------------- | -------------------------------------------- | ----------------------------------------------------- |
| 関東広域圏     | フジテレビ     | 日曜 19:00 - 19:30                                                              | フジテレビ系列                               | 製作局                                                |
| 北海道         | 北海道文化放送 | 日曜 19:00 - 19:30                                                              | フジテレビ系列                               |                                                       |
| 秋田県         | 秋田テレビ     | 日曜 19:00 - 19:30                                                              | フジテレビ系列                               | 第1話の放送時点ではテレビ朝日系列とのクロスネット局。 |
| 宮城県         | 仙台放送       | 日曜 19:00 - 19:30                                                              | フジテレビ系列                               |                                                       |
| 福島県         | 福島テレビ     | 日曜 19:00 - 19:30                                                              | フジテレビ系列                               |                                                       |
| 新潟県         | 新潟総合テレビ | 日曜 19:00 - 19:30                                                              | フジテレビ系列                               | 現・NST新潟総合テレビ。                               |
| 長野県         | 長野放送       | 日曜 19:00 - 19:30                                                              | フジテレビ系列                               |                                                       |
| 静岡県         | テレビ静岡     | 日曜 19:00 - 19:30                                                              | フジテレビ系列                               |                                                       |
| 富山県         | 富山テレビ     | 日曜 19:00 - 19:30                                                              | フジテレビ系列                               |                                                       |
| 石川県         | 石川テレビ     | 日曜 19:00 - 19:30                                                              | フジテレビ系列                               |                                                       |
| 福井県         | 福井テレビ     | 日曜 19:00 - 19:30                                                              | フジテレビ系列                               |                                                       |
| 中京広域圏     | 東海テレビ     | 日曜 19:00 - 19:30                                                              | フジテレビ系列                               |                                                       |
| 近畿広域圏     | 関西テレビ     | 日曜 19:00 - 19:30                                                              | フジテレビ系列                               |                                                       |
| 島根県・鳥取県 | 山陰中央テレビ | 日曜 19:00 - 19:30                                                              | フジテレビ系列                               |                                                       |
| 岡山県・香川県 | 岡山放送       | 日曜 19:00 - 19:30                                                              | フジテレビ系列                               |                                                       |
| 広島県         | テレビ新広島   | 日曜 19:00 - 19:30                                                              | フジテレビ系列                               |                                                       |
| 愛媛県         | 愛媛放送       | 日曜 19:00 - 19:30                                                              | フジテレビ系列                               | 現・テレビ愛媛。                                      |
| 福岡県         | テレビ西日本   | 日曜 19:00 - 19:30                                                              | フジテレビ系列                               |                                                       |
| 佐賀県         | サガテレビ     | 日曜 19:00 - 19:30                                                              | フジテレビ系列                               |                                                       |
| 熊本県         | テレビ熊本     | 日曜 19:00 - 19:30                                                              | フジテレビ系列 テレビ朝日系列                |                                                       |
| 沖縄県         | 沖縄テレビ     | 日曜 19:00 - 19:30                                                              | フジテレビ系列                               |                                                       |
| 青森県         | 青森テレビ     | 水曜 16:30 - 17:00                                                              | TBS系列                                      |                                                       |
| 岩手県         | テレビ岩手     | 木曜 16:30 - 17:00                                                              | 日本テレビ系列                               |                                                       |
| 山形県         | 山形テレビ     | 金曜 19:00 - 19:30                                                              | フジテレビ系列                               |                                                       |
| 山梨県         | 山梨放送       | 木曜 17:30 - 18:00                                                              | 日本テレビ系列                               |                                                       |
| 山口県         | 山口放送       | 日曜 10:00 - 10:30                                                              | 日本テレビ系列 テレビ朝日系列                |                                                       |
| 徳島県         | 四国放送       | 月曜 19:00 - 19:30（1988年3月まで） 水曜 17:00 - 17:30（1988年4月以降）         | 日本テレビ系列                               |                                                       |
| 高知県         | テレビ高知     | 木曜 17:25 - 17:55（1988年5月28日まで） 土曜 17:00 - 17:30（1988年5月28日以降） | TBS系列                                      |                                                       |
| 長崎県         | テレビ長崎     | 水曜 16:30 - 17:00                                                              | フジテレビ系列 日本テレビ系列                |                                                       |
| 大分県         | テレビ大分     | 水曜 16:30 - 17:00                                                              | 日本テレビ系列 フジテレビ系列 テレビ朝日系列 |                                                       |
| 鹿児島県       | 鹿児島テレビ   | 日曜 18:00 - 18:30                                                              | 日本テレビ系列 フジテレビ系列                |                                                       |

### 再放送
前番組『タッチ』と同様、本放送終了後はフジテレビが再放送権を喪失したため、日本テレビなどの放送局で再放送された。

### ソフト化情報
過去、LDソフト化されていたことがある。2006年1月に東宝より全話収録のDVDボックスセットで発売。
| フジテレビ系列 日曜日19:00枠             | フジテレビ系列 日曜日19:00枠                    | フジテレビ系列 日曜日19:00枠                    |
| 前番組                                   | 番組名                                          | 次番組                                          |
| ---------------------------------------- | ----------------------------------------------- | ----------------------------------------------- |
| タッチ （1985年3月24日 - 1987年3月22日） | 陽あたり良好! （1987年3月29日 - 1988年3月20日） | キテレツ大百科 （1988年3月27日 - 1996年6月9日） |

## 劇場版アニメ
『陽あたり良好! KA・SU・MI 夢の中に君がいた』は、1988年10月1日に公開された。監督は小熊公晴。
TVアニメ終了後に、後日談（但し夢オチ）が映画化。ビデオソフト化もなされている。

### 声の出演
詳細は「#登場人物」を参照。
- 岸本かすみ - 森尾由美
- 高杉勇作 - 三ツ矢雄二
- 村木克彦 - 井上和彦
- 美樹本伸 - 塩沢兼人
- 有山高志 - 鈴木清信
- 中岡誠 - 松田辰也
- 水沢千草 - 小宮和枝
- 関圭子 - 鶴ひろみ
- 退助（猫） - 千原江里子
- 神父 - 増岡弘
- 場内アナ - 大野勢太郎

### スタッフ
- 監督 - 小熊公晴
- 監修 - 杉井ギサブロー
- 脚本 - 並木敏、萩田寛子
- 原作 - あだち充
- プロデューサー - 藤原正道、対木重次
- 作画監督 - 前田実
- 撮影監督 - 杉村重郎
- 美術監督 - 金村勝義
- 音楽 - 田中公平
- 音楽プロデューサー - 大場龍男
- 主題歌 
  - JAG-TOY「やさしくなんかできない」（作詞:松尾由紀夫、作曲:芦沢和則、編曲:村松邦男）
- 録音 - 星野敏昭
- 編集 - 古川雅士